# Église Saint-Vincent-de-Paul de Marseille
Pour les articles homonymes, voir Saint-Vincent-de-Paul.
L'église Saint-Vincent-de-Paul est une église située dans le quartier Thiers, en haut de la Canebière, que les Marseillais nomment église des Réformés.

## Historique
Malgré sa dédicace à Saint Vincent de Paul, l'église doit son nom courant à l'emplacement d'une ancienne chapelle des Augustins Réformés dédiée à saint Nicolas de Tolentino, dont la première pierre avait été posée par le duc de Guise le 20 juin 1611. Elle fut détruite peu après le Concordat.

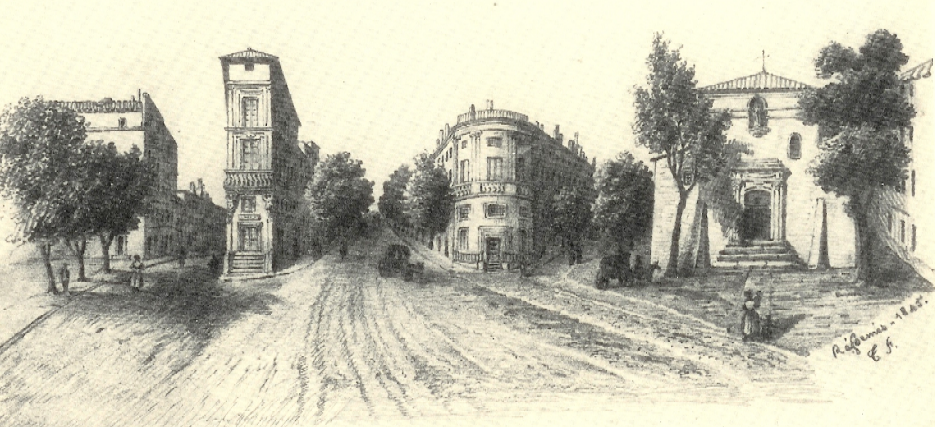
L'ancienne chapelle des Augustins-Réformés (à droite).
* À gauche, l'actuelle rue Consolat.

Bien que le lieu soit moins champêtre, les bâtiments figurant sur cette planche (église mise à part) existent toujours :
- Au centre, le boulevard de la Libération, anciennement boulevard de la Madeleine,
- Contre l'église, le cours Franklin-Roosevelt, anciennement cours Devilliers.

La nouvelle église fut conçue selon les plans de l'architecte François Reybaud qui adopta le style gothique du XIIIe siècle, cependant, il quitta brusquement le chantier qui fut achevé par l'abbé Joseph Pougnet, il est difficile d'estimer les modifications sur le plan original que celui-ci a entraîné. La première pierre fut posée le 22 avril 1855 par Mgr Eugène de Mazenod. Commença alors un long chantier aux multiples aléas. En 1862, l'architecte se retira et le curé Vidal fit appel au prêtre et architecte Joseph Pougnet pour reprendre les plans. En 1885, ce fut une collecte et la charité des paroissiens qui permit de réunir trois millions de francs et d'enfin inaugurer l'église dans son état actuel le 20 septembre 1886. L'édifice ne fut cependant jamais véritablement terminé.
L'église (qui a été protégée à l'inventaire supplémentaire d’abord au titre de la façade et de la couverture) est inscrite en totalité au titre des monuments historiques par un arrêté du 2 mars 2015. Le Grand-Orgue monumental Merklin, pourtant et alors muet, est également classé au titre des Monuments historiques depuis 1981, sauvant peut-être l'église de la destruction.
La Ville de Marseille a mené de 2019 à 2023, une vaste campagne de restauration de l'édifice, d'abord des flèches et des murs extérieurs de l’église (les gargouilles, griffons, crochets et autres sculptures d'ornement qui avaient disparu au fil du temps et des intempéries ont pu retrouver leur place), puis de la nef et des façades latérale et enfin l'arrière de l'édifice, du transept et du chœur. 

## Description
L'édifice de style néogothique orienté d'est (choeur) en ouest (façade) d'une longueur intérieure de 61 mètres et d'une largeur intérieure de 28 mètres au transept est construit selon un plan basilical traditionnel. Les deux flèches de l'église s'élèvent à 76 mètres, la voûte de la grande nef à plus de 23 mètres sous clé (16,60 mètres pour les voûtes des bas-côtés).  
Il se compose d’un sanctuaire, d’un chœur flanqué de quatre chapelles, d’un transept avec sa croisée et de trois nefs : les collatéraux sont terminés par des absides carrées tandis que l’abside de la grande nef est coupée à sept pans. Une crypte s'ouvre sous la nef. 
Sur un perron de 25 marches, s'élève la façade à trois portails. Les sculptures pourtant dessinées par l'abbé Pougnet n'ont jamais été réalisées : on peut voir dans une des chapelles latérales, sur le tombé du curé Vidal, un modèle réduit de la façade ornée à l'échelle de centimètres pour un mètre. 
Les portes en bois de chêne sont ornées de panneaux de bronze réalisés par Caras-Latour et les remarquables vitraux sont d'Edouard Didron. 
Le maître-autel est issu des ateliers de Jules Cantini tandis que l'autel placé dans la deuxième moitié du XXe siècle au centre du chœur a été réalisé en réemploi de la clôture faisant office de banc de communion.

## Le Grand-Orgue
L’ancienne chapelle possédait un orgue d'une dizaine de jeux sur deux claviers et pédalier en tirasse construit en 1845 par la maison Daublaine-Callinet. D'abord transféré dans la nouvelle église en 1868, il sera ensuite vendu et installé en 1888 par la maison Merklin à l'ancienne cathédrale Notre-Dame de Die.
En 1888, l’église St Vincent-de-Paul se dote en effet d’un Grand-Orgue de type symphonique construit par le facteur d'orgues Joseph Merklin et placé dans deux buffets jumeaux de style néo-gothique (dessinés par l’abbé Pougnet et réalisés par la maison Gémy & Fils de Marseille) qui se font face à chaque extrémité du transept. Conçu avec une transmission électrique innovante brevetée par « Schmoele et Mols », l'instrument comptait à l’origine 48 jeux répartis sur trois claviers de 56 notes et un pédalier de 30 notes : le Grand-Orgue, le Positif et une partie de la Pédale étant placé dans le buffet Nord (Evangile), le Récit et le reste de la Pédale dans le buffet Sud (Epître). Il fut inauguré en décembre 1888 par Théodore Dubois.
Cependant l'orgue ne fut jamais en mesure de donner pleine satisfaction et de nombreuses interventions eurent lieu dès 1889 et jusqu'en 1912 pour tenter d'améliorer notamment le son et la palette sonore. Au bout d'une vingtaine d'années, les contacts électriques devinrent défectueux. Les devis et les projets se multiplièrent alors sans succès : l'instrument devint muet. 
En 1947, sous l'impulsion de l’organiste titulaire Marcel Prévot, un nouvel instrument d’esthétique néo-classique à transmission électropneumatique de 40 jeux (27 réels) répartis sur trois claviers manuels de 61 notes et un pédalier de 32 notes fut construit par la maison Michel-Merklin-&-Kuhn  et placé dans une chapelle latérale contre le chœur. 
À partir de 2002, il est décidé de restaurer à la fois l'orgue de 1888 (toujours muet) et celui de 1947 : le projet est de conserver chacun des deux instruments avec leur esthétique et leurs consoles respectives tout en construisant une nouvelle console mobile à cinq claviers permettant de les jouer ensemble. Les orgues restaurés ont été bénits le 6 décembre 2009 et inaugurés le lendemain par Jean Guillou.
L'orgue actuel, fruit des évolutions et des additions des deux instruments et de quatre consoles, compte au total 84 jeux réels (111 au total en comptant les emprunts et extensions) répartis sur cinq claviers (à la console centralisatrice) et un pédalier.

## Images

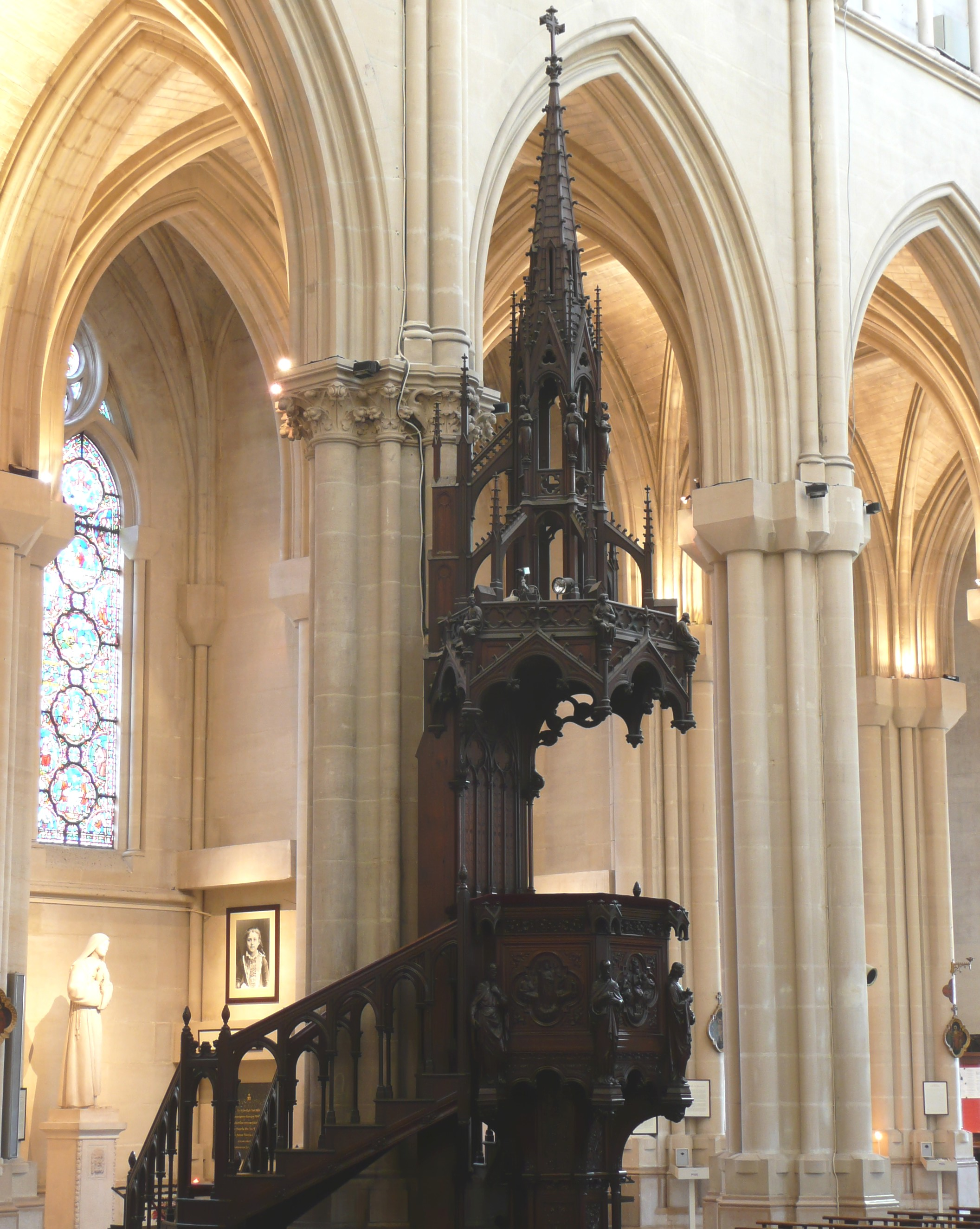
Chaire de Gémy & fils
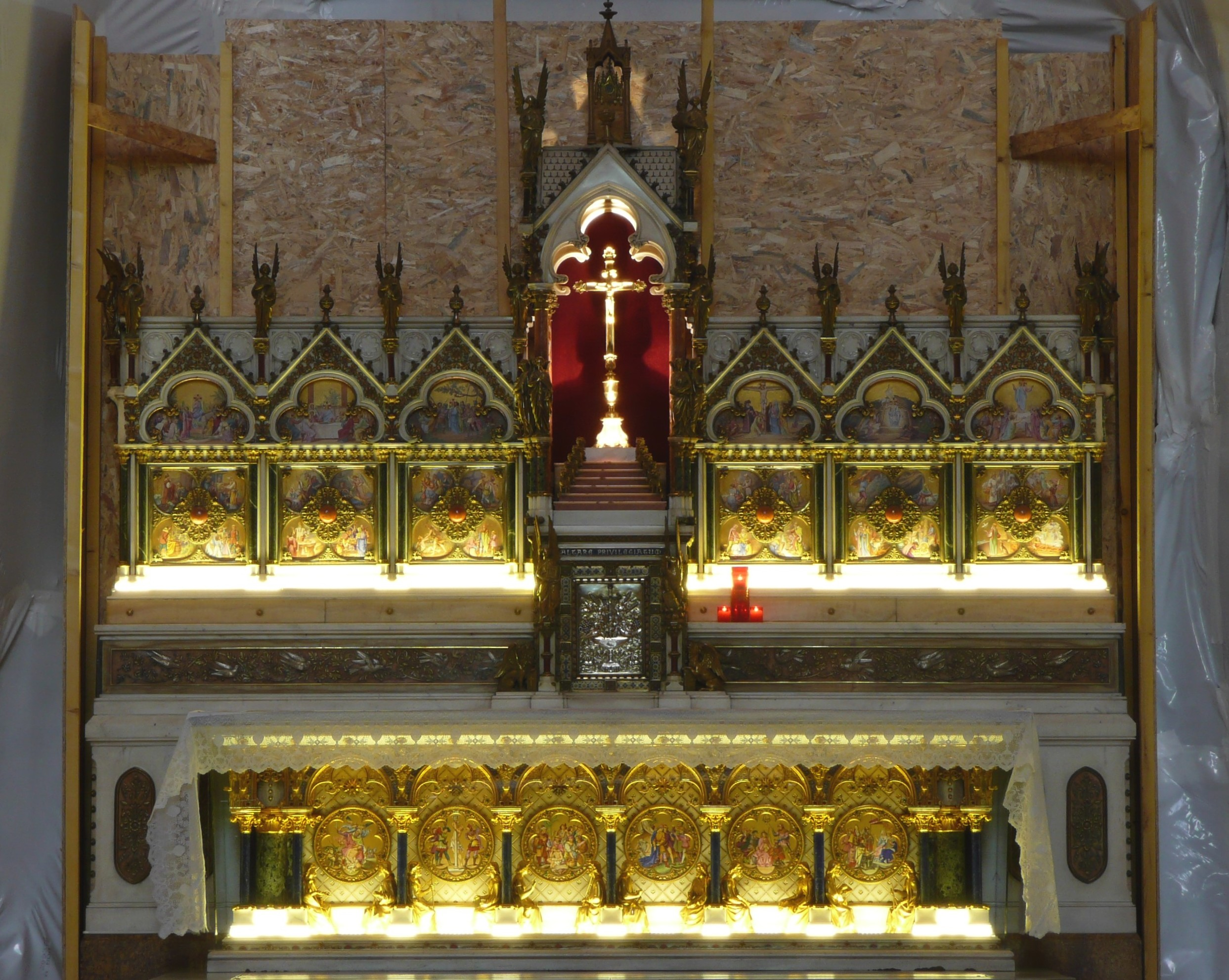
Maître-autel de Jules Cantini
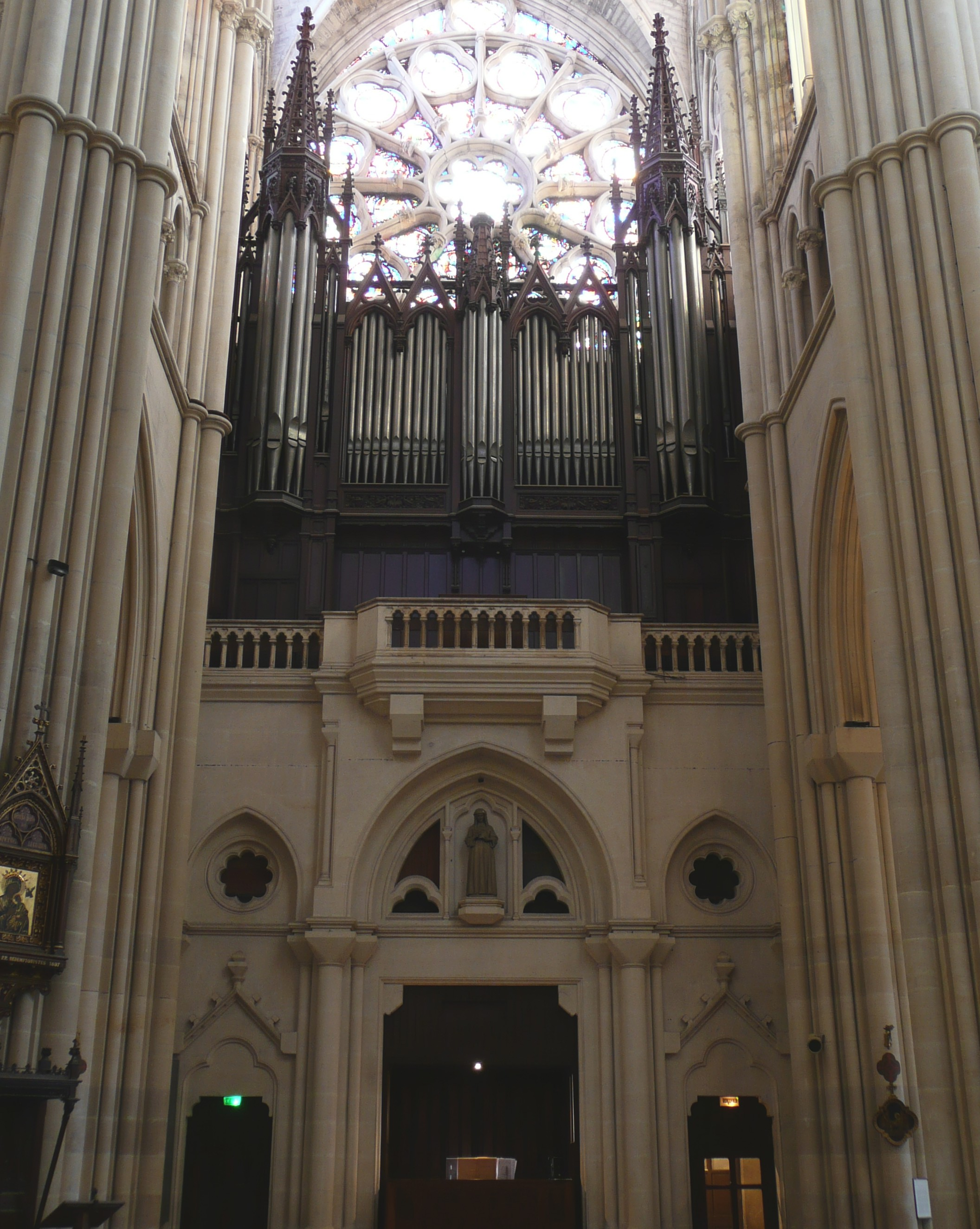
Orgue double Joseph Merklin
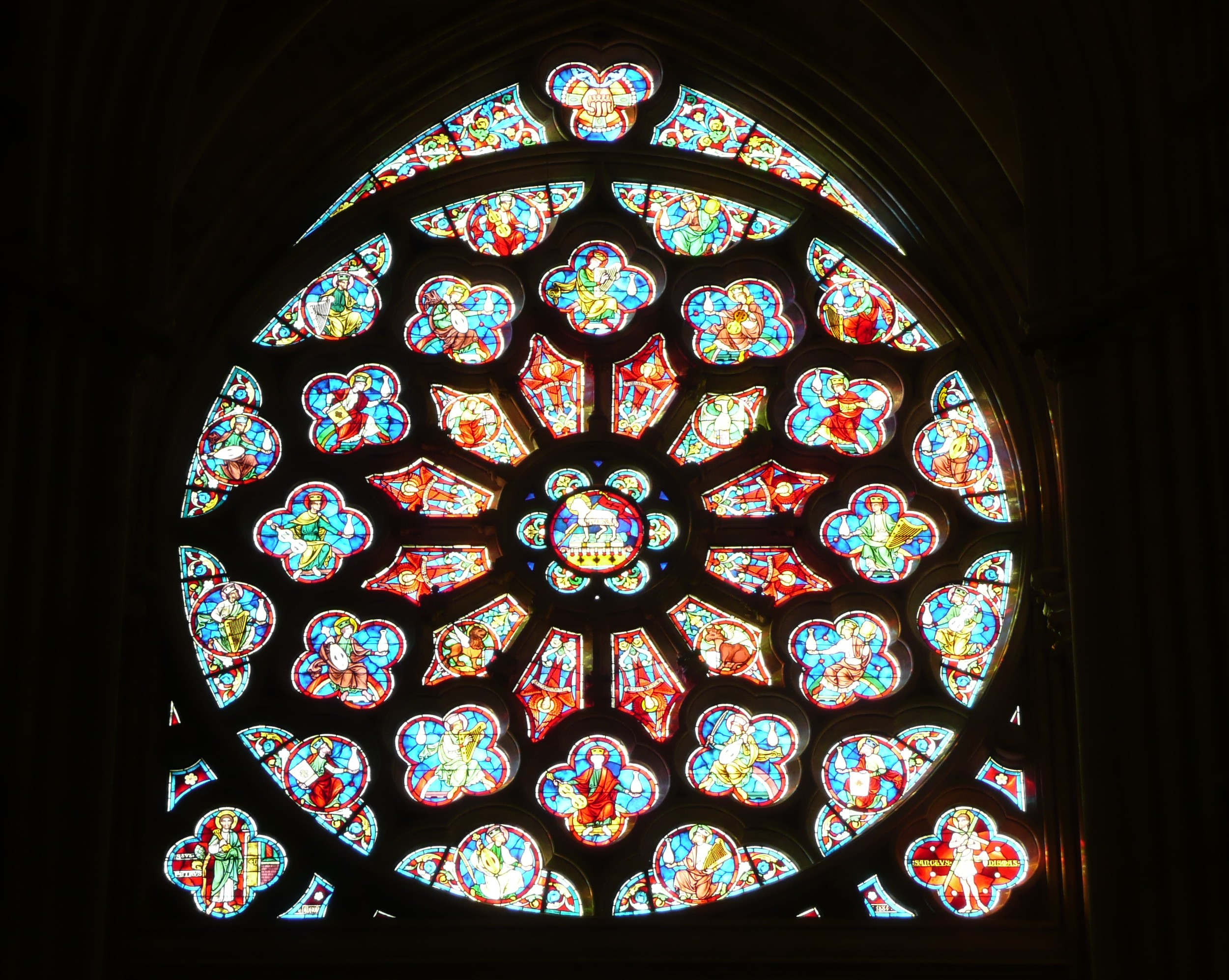
Rose de la façade ouest
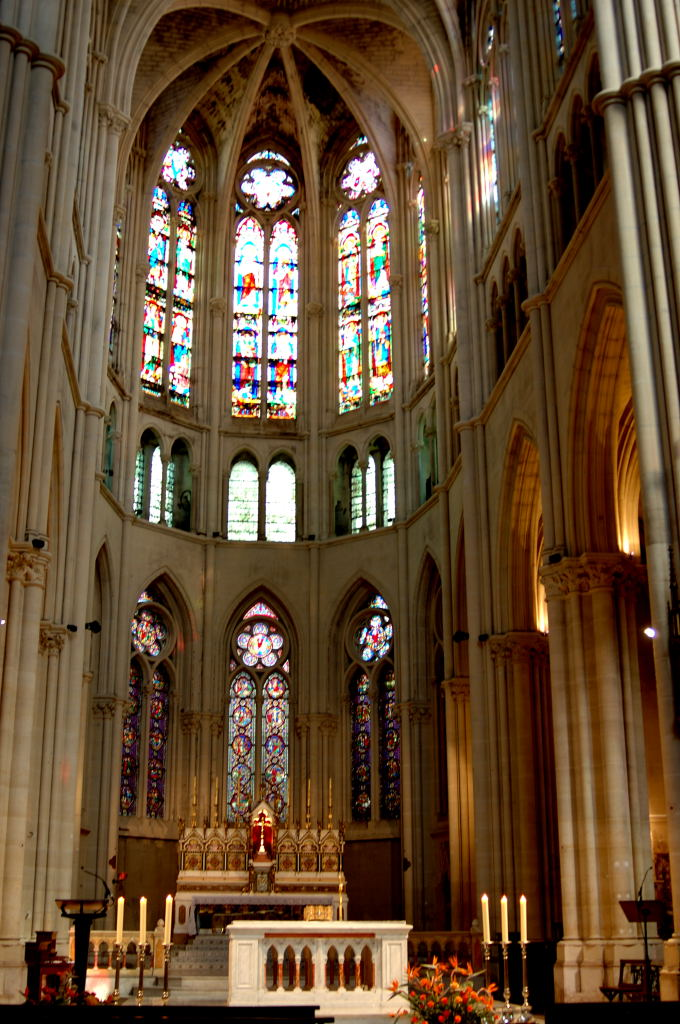
Chœur
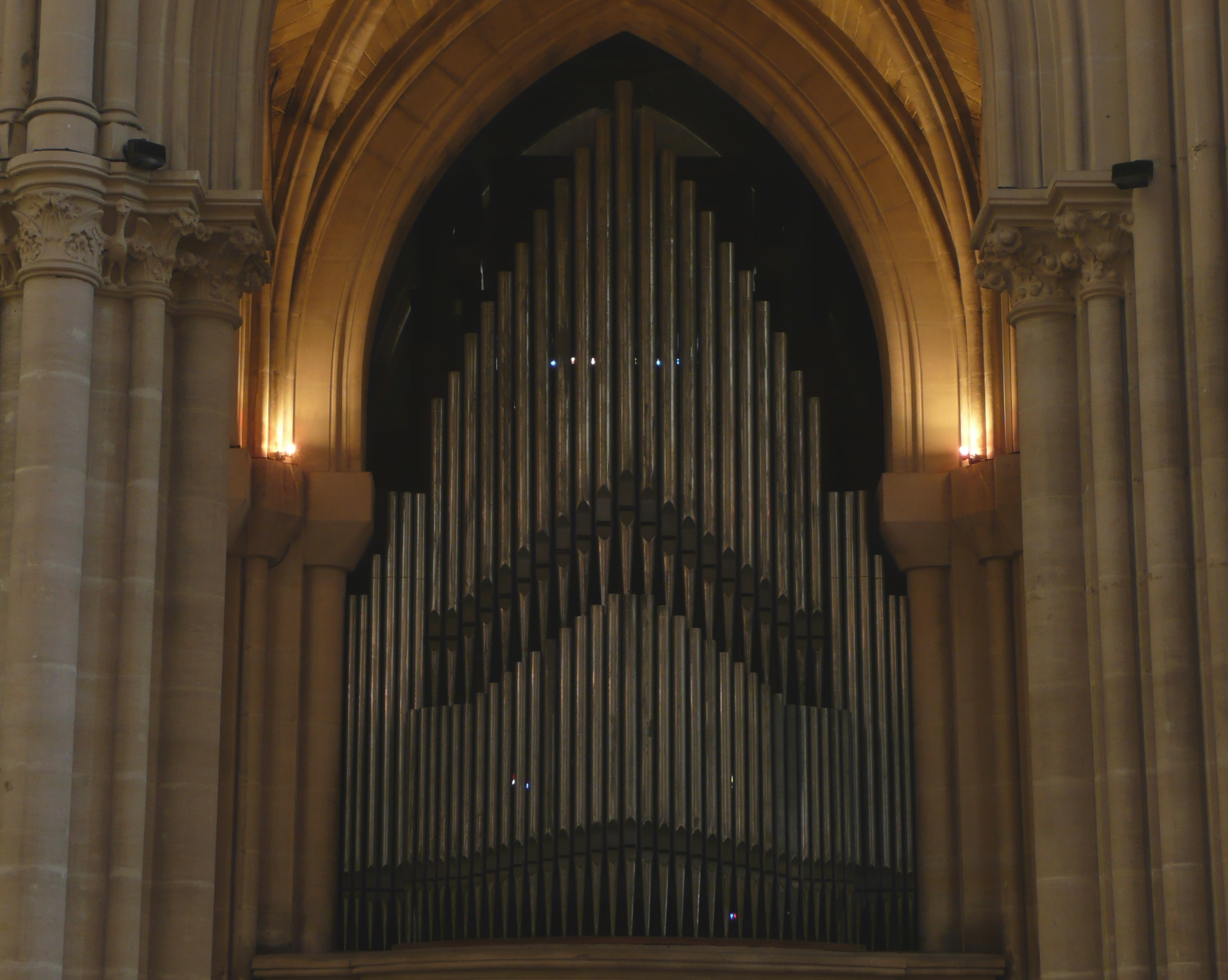
Orgue de chœur Michel - Merklin & Kuhn
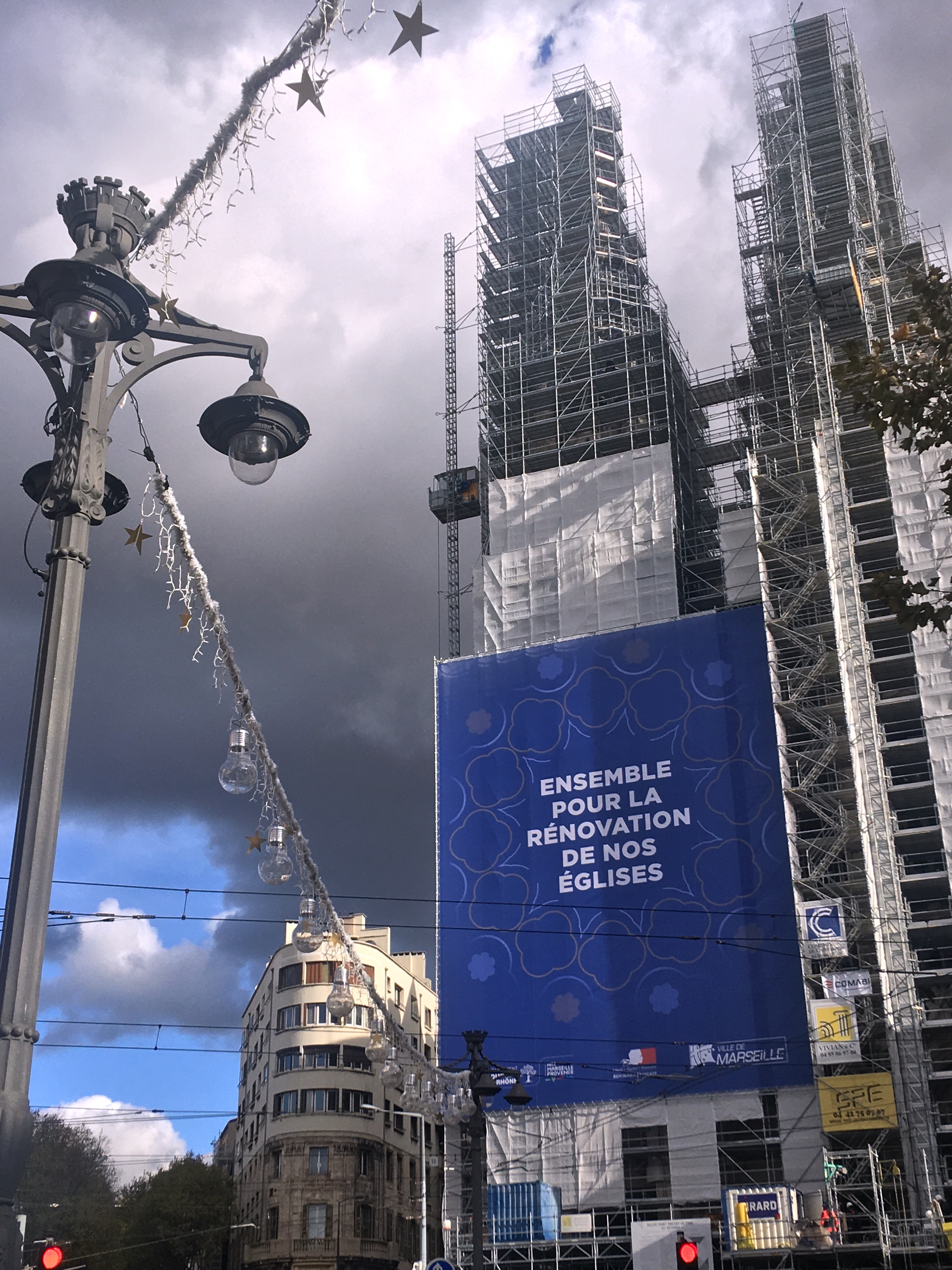
Point de vue de l'église Saint-Vincent-de-Paul en cours de rénovation en novembre 2019.